# 卡萨莱焦诺瓦拉
卡萨莱焦诺瓦拉（義大利語：Casaleggio Novara），是意大利诺瓦拉省的一个市镇。总面积10平方公里，人口904人，人口密度90.4人/平方公里（2009年）。ISTAT代码为003039。